# 谷岡弘規
谷岡 弘規（たにおか こうき、1949年6月5日 - ）は、日本の元俳優。本名および旧芸名は、谷岡 行二（）。
島根県松江市出身。島根県立松江北高等学校卒業。たむらプロに所属していた。

## 人物
高校卒業後に上京し、ビルの清掃夫などの職業を経て、東宝芸能アカデミーで演技を学ぶ。
時代劇の端役でデビューした後、1972年にテレビドラマ『飛び出せ!青春』（日本テレビ）の谷岡次郎役でレギュラー出演。以降も青春ドラマを中心に多数の作品に出演した。
1973年に放送された『ダイヤモンド・アイ』の主役オーディションに東宝の推薦で参加。大浜詩郎とともに最終選考まで残るが、放送局であるNET側の意見により大浜に決定。本作品の第5話から第11話まで、北見八郎役で出演している。
1977年に姓名判断により、"谷岡 行二"から"谷岡 弘規"に改名。1979年『バトルフィーバーJ』（テレビ朝日）でチームのリーダーである伝正夫役を演じた。同作品で共演した倉知成満（当時・倉地雄平）は、谷岡について実際にリーダーとして仲間をまとめているイメージであったと述べている。
その後も、大河ドラマや帯ドラマなど、テレビを中心に俳優として活躍した。また、舞台『屋根の上のヴァイオリン弾き』では7年に渡って、ロシアの青年・フョードカを演じた。
1980年代中盤に芸能界を引退。
特技は、柔道、殺陣、バレエ。少年時代はエンジニア志望で、1981年のプロフィールでは俳優になった動機として、「もともとは人前に出るのも嫌いだったが、自分の正反対のものにチャレンジしようと思って俳優になった」と述べている。

## 出演

### テレビドラマ
- 人形佐七捕物帳 第25話「怪奇・鬼娘」（1971年、NET） - 弥惣次
- おらんだ左近事件帖 第11話「帰って来た男」（1971年、CX） - 茂造
- 飛び出せ!青春（1972年 - 1973年、NTV） - 谷岡次郎
- マドモアゼル通り（1972年 - 1973年、YTV） - 章吾
- 太陽にほえろ!（NTV） ※第169話まで「谷岡 行二」名義
  - 第53話「ジーパン刑事登場!」（1973年） - 木村清
  - 第108話「地獄の中の愛」（1974年） - 亮
  - 第169話「グローブをはめろ!」（1975年） - 木下光夫
  - 第261話「偽証」（1977年） - 佐々木敏郎
- 花王 愛の劇場 / 婚期（1973年、TBS） - 野上勇
- ダイヤモンド・アイ 第5話「消えた20億!」 - 第11話「ケラリン族の大挑戦」（1973年、NET） - 北見八郎
- われら青春! 第7話「涙は心の汗だ!」（1974年、NTV） - 里見
- 高校教師 第14話「バレー部員乱闘事件」（1974年、12ch） - 山口英一
- 傷だらけの天使 第5話「殺人者に怒りの雷光を」（1974年、NTV） - ユウジ
- おからの華（1974年 - 1975年、NTV） - 飯塚
- ポーラテレビ小説（TBS） 
  - お美津（1975年）
  - 夫婦ようそろ（1978年） - 長七
- ライオン奥様劇場（CX）
  - 白い恐怖（1975年） - 野村昭一
  - お母さんのいのちをあげる（1981年） - 原田雄介
- 鬼平犯科帳 第6話「浅草・鳥越橋」、第24話「泣き味噌屋」（1975年、NET） - 小柳安五郎
- 夜明けの刑事 第53話「星空に宝石が消えた!!」（1975年、TBS）
- 同心部屋御用帳 江戸の旋風 第33話「刺青の謎」（1975年、CX）
- たぬき先生奮戦記（1975年 - 1976年、CX） - 村田先生
- 俺たちの朝 （NTV） - 高木
  - 第6話「寝巻きと便所掃除と男のやきもち」（1976年）
  - 第36話「男2人と寝台車とカアコ頑張る」（1977年）
- いろはの"い" 第11話「あて逃げ」（1976年、NTV）
- 愛と死の夜間飛行（1977年、NET）
- 5年3組魔法組 第11話「姉さん お嫁にいかないで」（1977年、NET）  - 久保田ススム
- 銀河テレビ小説 / 春の谷間（1977年、NHK）
- スーパー戦隊シリーズ（ANB）
  - ジャッカー電撃隊 第11話「13ジャックポット!! 燃えよ友情の炎」（1977年） - 若宮
  - バトルフィーバーJ（1979年 - 1980年） - 主演・伝正夫 / バトルジャパン
- 華麗なる刑事 第17話「オームと少女と刑事さん!!」（1977年、CX）
- 新選組始末記（1977年、TBS） - 馬詰柳太郎
- 命もいらず名もいらず 西郷隆盛伝（1977年、TBS） - 土持政照
- すぐやる一家青春記 第9話「知らないどうし」（1977年、TBS）
- 土曜ドラマ（NHK）
  - 出来ごころ（1978年）
  - 追跡2 私にも定年をください（1983年）
- スパイダーマン 第14話「父に捧げよ 戦えぬ勇者の歌を」（1978年、12ch） - 大和路夫
- ナッキーはつむじ風（1978年 - 1980年、TBS） - 山木先生
- 銭形平次 第710話「御用船大爆破」（1980年、CX） - 源次
- 長七郎天下ご免! （ANB）
  - 第50話「殉死! 悲しき武士道」（1980年） - 妻木栄之進
  - 第108話「見ざる言わざる父娘（おやこ）ざる」（1982年） - 政吉
- 大河ドラマ（NHK）
  - 獅子の時代（1980年） - 小尾峰太
  - おんな太閤記（1981年） - 細川忠興
  - 徳川家康（1983年） - 大野治房
- 連続テレビ小説 / 虹を織る（1980年 - 1981年、NHK）
- 特捜最前線 第316話「ベートーベンを聴く刑事!」（1983年、ANB） - 平山巡査

### 映画
- 飛び出せ!青春（1973年、東宝） - 谷岡次郎
- 青い山脈（1975年、東宝）
- 続・人間革命（1976年、東宝）

### 舞台
- 屋根の上のヴァイオリン弾き（1976年 - 1982年、東宝） -フョードカ

### CM
- 養命酒製造 / 養命酒
- ほまれ酒造